# Ејкли (Минесота)
Ејкли (енгл. Akeley) град је у америчкој савезној држави Минесота.

## Демографија
По попису из 2010. године број становника је 432, што је 20 (4,9%) становника више него 2000. године.
| Група             | 2000.       | 2010.       |
| Белци             | 397 (96,4%) | 407 (94,2%) |
| Афроамериканци    | 0 (0,0%)    | 1 (0,2%)    |
| Азијати           | 2 (0,5%)    | 4 (0,9%)    |
| Хиспаноамериканци | 5 (1,2%)    | 5 (1,2%)    |
| Укупно            | 412         | 432         |